# Anacrocampsa frenata
Anacrocampsa frenata är en insektsart som först beskrevs av Melichar 1926.  Anacrocampsa frenata ingår i släktet Anacrocampsa och familjen dvärgstritar. Inga underarter finns listade i Catalogue of Life.